# Grzybówka wiosenna

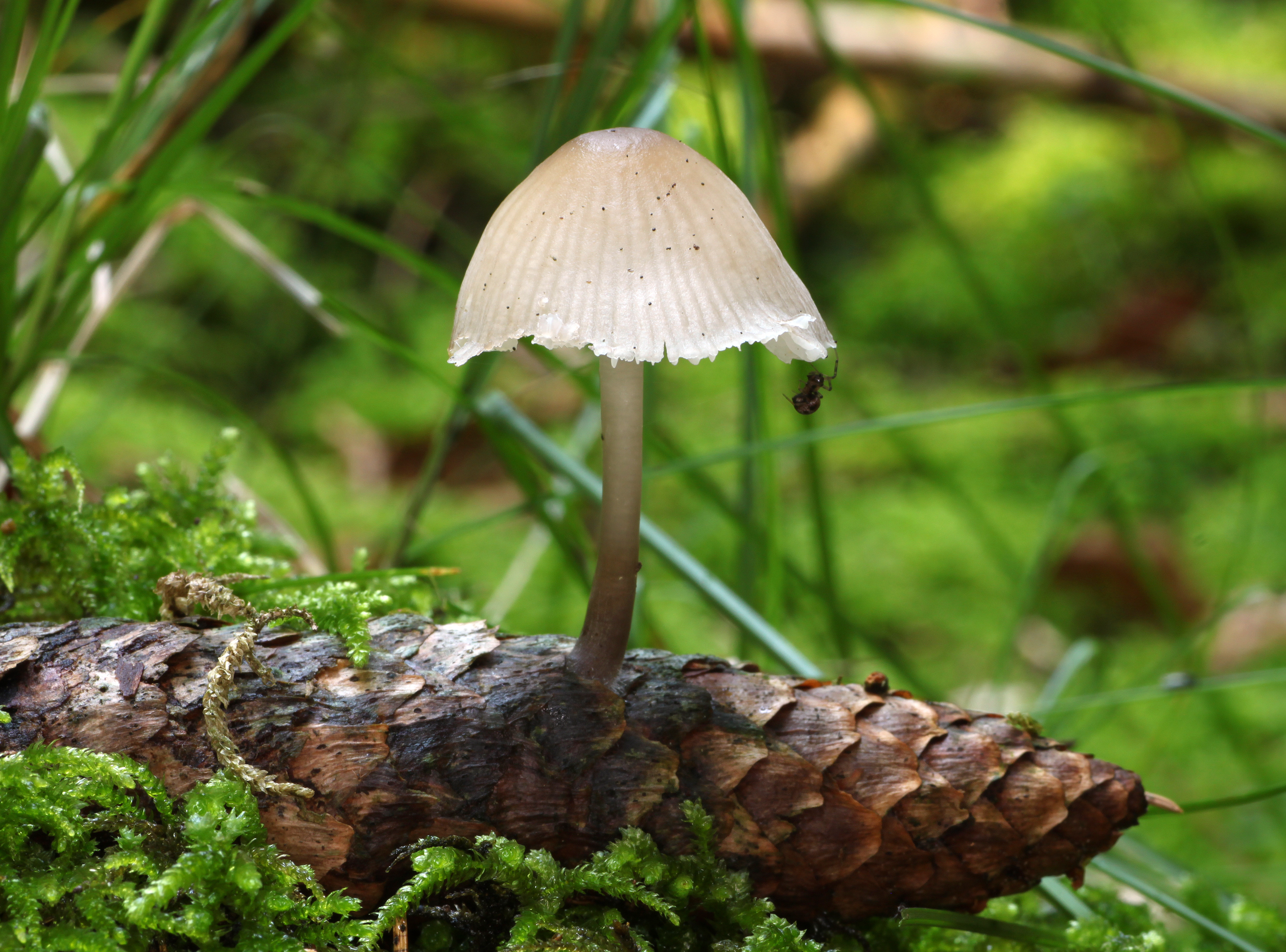

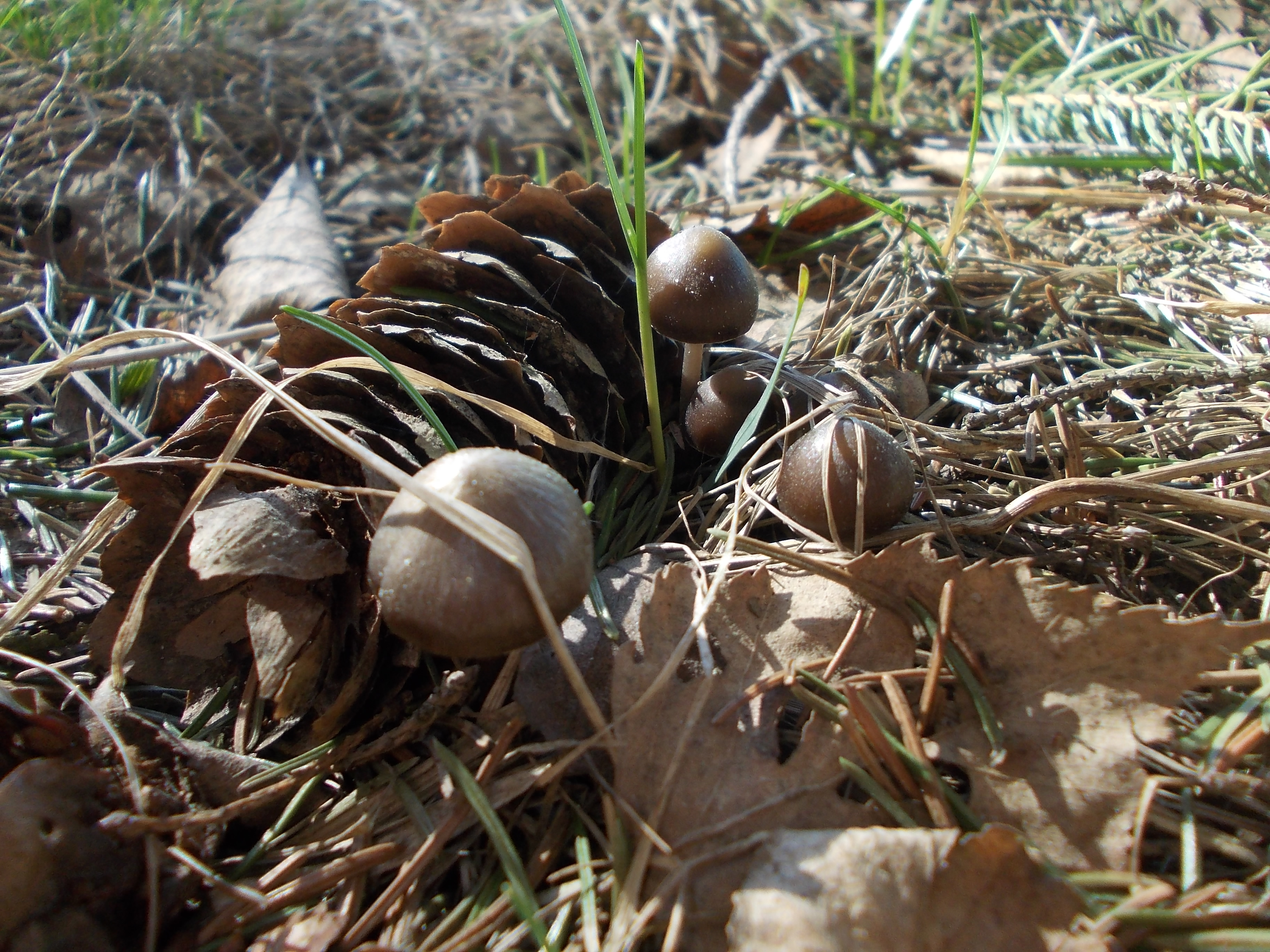

Grzybówka wiosenna (Mycena strobilicola J. Favre & Kühner) – gatunek grzybów z rodziny grzybówkowatych (Mycenaceae).

## Systematyka i nazewnictwo
Pozycja w klasyfikacji według Index Fungorum: Mycena, Mycenaceae, Agaricales, Agaricomycetidae, Agaricomycetes, Agaricomycotina, Basidiomycota, Fungi.
Takson ten opisali w 1938 r. Jules Favre i Robert Kühner na świerkowych szyszkach w Szwajcarii.
W niektórych opracowaniach jest uznawana za synonim gatunku Mycena plumipes (Kalchbr) P.-A. Moreau.
Polską nazwę nadała Maria Lisiewska w 1987 r. Pochodzi od tego, że pojawia się wczesną wiosną.

## Morfologia
Kapelusz
Średnica 8–38 mm, początkowo dzwonkowaty lub stożkowaty, potem płasko wypukły z szerokim garbkiem, czasem nieco pępówkowaty, bez bruzd, słabo prześwitująco-prążkowany. Powierzchnia naga, nieco śliska, o barwie od ciemno kasztanowej do sepio brązowej, przy brzegu jaśniejsza.
Blaszki
W liczbie 20–40 dochodzących do trzonu, wąsko lub szeroko przyrośnięte, białawe do bladoszarych, czasem u starszych owocników różowiejące.
Trzon
Wysokość 30–70 mm, grubość 1,5–3,5 mm, prosty lub zagięty, pusty wewnątrz, walcowaty, dość twardy. Powierzchnia naga z wyjątkiem drobno oprószonego wierzchołka, górą biaława, niżej szarobrązowa, u podstawy ciemnobrązowa. Podstawa pokryta grubymi, długimi, białawymi włókienkami.
Miąższ
Zapach moczu.
Cechy mikroskopowe
Podstawki 22–30 × 7–8 µm, maczugowate, 4-zarodnikowe. Zarodniki 7–9,6 × 3,6–5,8 μm, Q = 1,4–1,8, Qav = 1,7, o kształcie od pipetowatego do fasolkowatego, gładkie amyloidalne. Cheilocystydy 27–80 × 9–20 × 0–5,5 µm, tworzące sterylne pasmo, baryłkowate, wrzecionowate, rzadziej cylindryczne, o wierzchołkach zwężonych w krótszą lub dłuższą szyjkę lub dzióbek, rzadziej bez szyjki. Pleurocystydy podobne. Strzępki włosków kapelusza o szerokości 1,5–3,5 µm, osadzone w galaretowatej materii, gładkie lub sporadycznie z pojedynczym, cylindrycznym guzkiem. Strzępki warstwy korowej trzonu o szerokości 2–3 µm, lekko żelatynizowane, gładkie, z kaulocystydami o kształcie od cylindrycznego do wrzecionowatego i długości do 100 µm. W strzępkach brak sprzążek lub są bardzo rzadkie.
Gatunki podobne
Grzybówka wiosenna jest łatwa do zidentyfikowania z powodu wczesnowiosennego pojawiania się owocników. Jej charakterystycznymi cechami są także cechy mikroskopowe: gładkie strzępki włosków, kaulocystydy, kształt zarodników i brak sprzążek. Mycena silvae-nigrae również występuje wiosną. Ma podobny brązowy kapelusz i zapach, również związana jest ze świerkiem, a nawet rośnie na zakopanych szyszkach świerka (choć bardzo rzadko). Można ją jednak odróżnić po 2-zarodnikowych podstawkach, uchyłkowatych strzępkach włosków, warstwie korowej trzonu oraz inaczej ukształtowanych cheilocystydach, które zazwyczaj mają grube narośla. W Polsce nie występuje.

## Występowanie i siedlisko
Opisano występowanie grzybówki wiosennej w Europie i Rosji. Władysław Wojewoda w zestawieniu grzybów wielkoowocnikowych Polski w 2003 r. przytacza 2 stanowiska (w Babiogórskim Parku Narodowym i w Kotlinie Nowotarskiej). Bardziej aktualne stanowiska podaje internetowy atlas grzybów. W Polsce gatunek rzadki. Znajduje się na Czerwonej liście roślin i grzybów Polski. Ma status R – gatunek potencjalnie zagrożony z powodu ograniczonego zasięgu geograficznego i małych obszarów siedliskowych.
Grzyb saprotroficzny. Występuje w lasach na opadłych szyszkach świerka i jodły, a także na kawałkach drewna częściowo zakopanych w ziemi. Owocniki wczesną wiosną, od marca do maja.